# Dolceroma
Dolceroma è un film del 2019 scritto e diretto da Fabio Resinaro.
La pellicola è l'adattamento cinematografico del romanzo del 2015 Dormiremo da vecchi di Pino Corrias.

## Trama
Andrea Serrano è un inserviente in un obitorio che sogna di diventare uno scrittore affermato. La sua grande occasione arriva grazie a Oscar Martello, un cinico produttore cinematografico che ha letto il suo romanzo d'esordio "Non finisce qui"  dal quale desidera trarre un film. Ma il budget modesto e l'inadeguatezza dei mezzi portano a un risultato disastroso, che costringono il giovane autore a elaborare una diabolica campagna promozionale per fare pubblicità  al film prima che esca in sala.

## Produzione
Le riprese del film, iniziate il 18 maggio 2018, hanno avuto luogo tra Roma e Praga.

## Promozione
Il primo trailer del film viene diffuso l'11 marzo 2019.

## Distribuzione
Il film è stato distribuito nelle sale cinematografiche italiane a partire dal 4 aprile 2019.

## Riconoscimenti
- 2019 - Nastro d'argento[3]
  - Candidatura per la miglior commedia